# オンリーワンの原点
オンリーワンの原点（オンリーワンのげんてん）は、テレビ東京系列で放送中のドキュメンタリー番組。日曜日16:00～17:20に放送。

## 放送リスト
- 「今明かす!コクヨ・黒田善太郎と日立・小平浪平のDNAの秘密」（2007年3月25日）